# 全米武道祭
全米武道祭（ぜんべいぶどうさい）とは、2010年と2011年に開催された、世界各国を代表する武道、武術家達が集結し、各流派を発表する武道の祭典。英名は、「United States Martial Arts Festival」。略名は、全武祭。

## 概要
開催の経緯は、小山田真が各国・各種の武道団体と毎年会食を主催していて、参加国の武道団体の要望で本イベントの開催につながる。
日本、韓国、米国、中国、イスラエル、ブラジル、アフリカ、インドなどの武道家たちが、一堂に会し、国や武術の流派を超えて親善をはかり、デモや試合を見せる武道の一大イベント。武道を通して世界の恒久平和を願い開催。
空手道など日本の武術はもとより、テコンドー、ハプキドー、クラブ・マガ（イスラエルの武道）、カンフーなど、さまざまな武道を学び、また各国から招いたマスターたちの一流の技が披露される。
主に日本伝統武道（空手道、合気道、弓道、剣道、少林寺拳法、居合道等）を通して武道特有の技を磨く稽古を通じて人格の完成をめざす、といった「道」の面の強調し、日本文化やスポーツの世界にアピールし、輪を広げ、各国の武道や伝統文化と共に国際交流を行なう事を目的。
2011年に米スティッカムを通して初ライブ配信され、イベント5時間で8万9千人以上の視聴者が世界各国から訪れた

### 開催場所
ロサンゼルス郡レドンド・ビーチ市のレドンド・ビーチ・パフォーミング・アート・センターで毎年開催。

## 全米武道祭2010
2010年7月18日（日）に伝統武道を中心に開催。

### 出演者
| 流派           | 国         | 代表する学校・団体                           |
| -------------- | ---------- | -------------------------------------------- |
| 北派少林拳     | アメリカ   | Northern Shaolim Kung Fu Association         |
| 北派少林拳     | アメリカ   | Harmonious Fist Chinese Athletic Association |
| アメリカン拳法 | アメリカ   | Brian Hapkins's Kenpo Karate                 |
| 総合格闘技     | アメリカ   | Ruffo Brothers                               |
| 剛速流空手道   | 日本       | International Karate Association             |
| 小林流空手道   | 日本       | Yamashita International                      |
| 糸東流空手道   | 日本       | Shito-Ryu Karate-Do Genbu-Kai International  |
| 日本少林寺拳法 | 日本       | South Bay Shorinji Kempo                     |
| テコンドー     | 韓国       | Lion C. Choi Tae Kwon Do                     |
| ハプキドー     | 韓国       | Chul Jin Martial Arts                        |
| 嵩山少林寺     | 中国       | California Shaolin Temple                    |
| クラブ・マガ   | イスラエル | Krav Maga Los Angeles                        |

## 全米武道祭2011
2011年11月5日（土）に開催。
国際交流基金と共催。日米文化交流会館の協力で茶道、華道、書道などを通じて日本文化をアピールした。第1部と第3部は、武道演舞で、第2部には柔道のデモンストレーション、メインは武道家であり、かつアメリカで武道の精神を研究している大学教授による「武道」を題材にしたパネル・ディスカッションとなった。また日本からは伝統文化を紹介するため、京都市長の親書を携えた京都市関係者が参加した。

### 出演者
| 流派                     | 国         | 代表する学校・団体                          |
| ------------------------ | ---------- | ------------------------------------------- |
| 総合格闘技               | アメリカ   | アメリカ海兵隊                              |
| 護身術                   | アメリカ   | GUARDIAN ANGELS                             |
| ボクシング               | アメリカ   | INTERNATIONAL MARTIAL ARTS & BOXING ACADEMY |
| 伝統ハワイ護身術         | アメリカ   | LUA HâLAU O KAIHEWALU                       |
| 総合格闘技               | アメリカ   | TAPOUT LOS ANGELES                          |
| 柔拳道                   | 日本       | BUNSAWA-KAI DOJO JUKKENDO                   |
| 護身術                   | 日本       | JINENKAN                                    |
| 糸東流空手道             | 日本       | SHITO-RYU KARATE-DO GENBU-KAI INTERNATIONAL |
| 嵩山少林寺               | 中国       | JIN WU KUNG FU                              |
| クラブ・マガ、総合格闘技 | イスラエル | LOTAR ELITE TRAINING CENTER                 |
| 國術                     | 韓国       | KUK SOOL KWAN                               |
| カポエラ                 | ブラジル   | SOUTH BAY CAPOEIRA SCHOOL                   |
| 呉式气功太極拳           | 台湾       | WUJI QIGONG TAIJIQUAN                       |
| 護身術                   | エジプト   | KWA ASILIA AVITA SANAA                      |